# Acrodontium simplex
Acrodontium simplex är en svampart som först beskrevs av F. Mangenot, och fick sitt nu gällande namn av de Hoog 1972. Acrodontium simplex ingår i släktet Acrodontium, divisionen sporsäcksvampar och riket svampar.   Inga underarter finns listade i Catalogue of Life.